# Auxolophotis
Auxolophotis és un gènere d'arnes de la família Crambidae.

## Taxonomia
- Auxolophotis cosmophilopis (Meyrick, 1934)
- Auxolophotis ioxanthias Meyrick, 1933